# Marché automobile français en 2017
Marché automobile français par année
- 2013
- 2014
- 2015
- 2016
- 2017
- 2018
- 2019
- 2020
- 2021

Le marché automobile français des voitures particulières en 2017 s'établit à 2 110 748 unités vendues contre 2 015 177 en 2016.

## Classement des modèles les plus vendus en France
| Rang | Modèle             | Ventes  | Part de marché |
| ---- | ------------------ | ------- | -------------- |
| 1re  | Renault Clio IV    | 117 541 | 5,6 %          |
| 2e   | Peugeot 208 I      | 97 663  | 4,6 %          |
| 3e   | Peugeot 3008 II    | 74 297  | 3,5 %          |
| 4e   | Renault Captur     | 68 773  | 3,3 %          |
| 5e   | Peugeot 2008 I     | 67 979  | 3,2 %          |
| 6e   | Citroën C3 III     | 67 276  | 3,2 %          |
| 7e   | Peugeot 308 II     | 66 163  | 3,1 %          |
| 8e   | Dacia Sandero II   | 61 481  | 2,9 %          |
| 9e   | Renault Mégane IV  | 51 536  | 2,4 %          |
| 10e  | Renault Twingo III | 39 022  | 1,8 %          |

## Classement par marques
| Rang | Nom de la marque | Volume de ventes 2017 | Volume de ventes 2016 | Variation | Part de marché |
| ---- | ---------------- | --------------------- | --------------------- | --------- | -------------- |
| 1re  | Renault          | 416 578               | 407 930               | 2,1 %     |                |
| 2e   | Peugeot          | 366 872               | 335 881               | 9,2 %     |                |
| 3e   | Citroën          | 201 373               | 195 011               | 3,3 %     |                |
| 4e   | Volkswagen       | 139 360               | 143 101               | 2,6 %     |                |
| 5e   | Dacia            | 117 865               | 110 529               | 6,6 %     |                |
| 6e   | Toyota           | 88 662                | 77 696                | 14,1 %    |                |
| 7e   | Ford             | 84 382                | 79 173                | 6,6 %     |                |
| 8e   | Fiat             | 68 196                | 62 544                | 9 %       |                |

## Classement par groupes
| Rang | Nom du groupe | Volume de ventes | Part de marché | Variation |
| ---- | ------------- | ---------------- | -------------- | --------- |